# موت اللورد إدجوير (فلم)
موت اللورد إدجوير (بالإنجليزية: Lord Edgware Dies) هو فيلم غموض بريطاني لعام 1934 من إخراج هنري إدواردز وبطولة أوستن تريفور وجين كار وريتشارد كوبر. ويستند الفيلم على رواية أجاثا كريستي موت اللورد إدجوير، والتي نشرت لأول مرة في عام 1933.
وقد كان تريفور بدور هيركيول بوارو للمرة الثالثة، بعد أن لعب هذا الدور سابقًا في ادعاء المتهم والقهوة السوداء

## بطولة
- أوستن تريفور - هيركيول بوارو
- جين كار - سيدة إدجوير
- ريتشارد كوبر - الكابتن هستنغز
- جون تيرنبول - المفتش جاب
- مايكل شيفلي - الكابتن رولان مارش
- ليزلي بيرينيس - براين مارتن
- سي.في فرانس - اللورد إدجوير
- إيسم بيرسي - دوق ميرتون

## روابط خارجية
- مقالات تستعمل روابط فنية بلا صلة مع ويكي بيانات